# Parco sommerso di Gaiola
Il parco sommerso di Gaiola è un'area marina protetta di 42 ettari di mare che circonda le Isole della Gaiola nel golfo di Napoli e che si estende dal Borgo di Marechiaro alla Baia di Trentaremi, istituita congiuntamente dai Ministeri dell'Ambiente e dei Beni Culturali nel 2002.

## Territorio
L'area è incastonata nel paesaggio costiero di Posillipo, a poca distanza dal centro della città di Napoli. La sua peculiarità è dovuta alla fusione tra elementi vulcanologici, archeologici e biologici. Sui fondali del Parco, infatti, è possibile osservare i resti di porti, ninfei e peschiere attualmente sommersi a causa del lento sprofondamento della crosta terrestre (bradisismo). Tutti questi sono in gran parte afferenti alla Villa Imperiale di Pausilypon, affiancata dai resti dell'imponente Teatro del I secolo a.C., appartenuti al liberto romano Publio Vedio Pollione e oggi parte del Parco archeologico di Posillipo.
Il Parco sommerso di Gaiola ha anche una notevole importanza biologica: l'estrema complessità geomorfologica dei suoi fondali e la continua vivificazione delle sue acque, garantita dal favorevole sistema di circolazione delle acque costiere, hanno permesso l'insediamento in pochi ettari di mare di numerose comunità biologiche marine tipiche del Mediterraneo.
I dolci pendii digradanti verso il mare e le alte falesie di tufo giallo napoletano (15Ka), ammantate dai colori della macchia mediterranea hanno da sempre esercitato un fascino particolare sui popoli che qui si sono succeduti.

## Attività

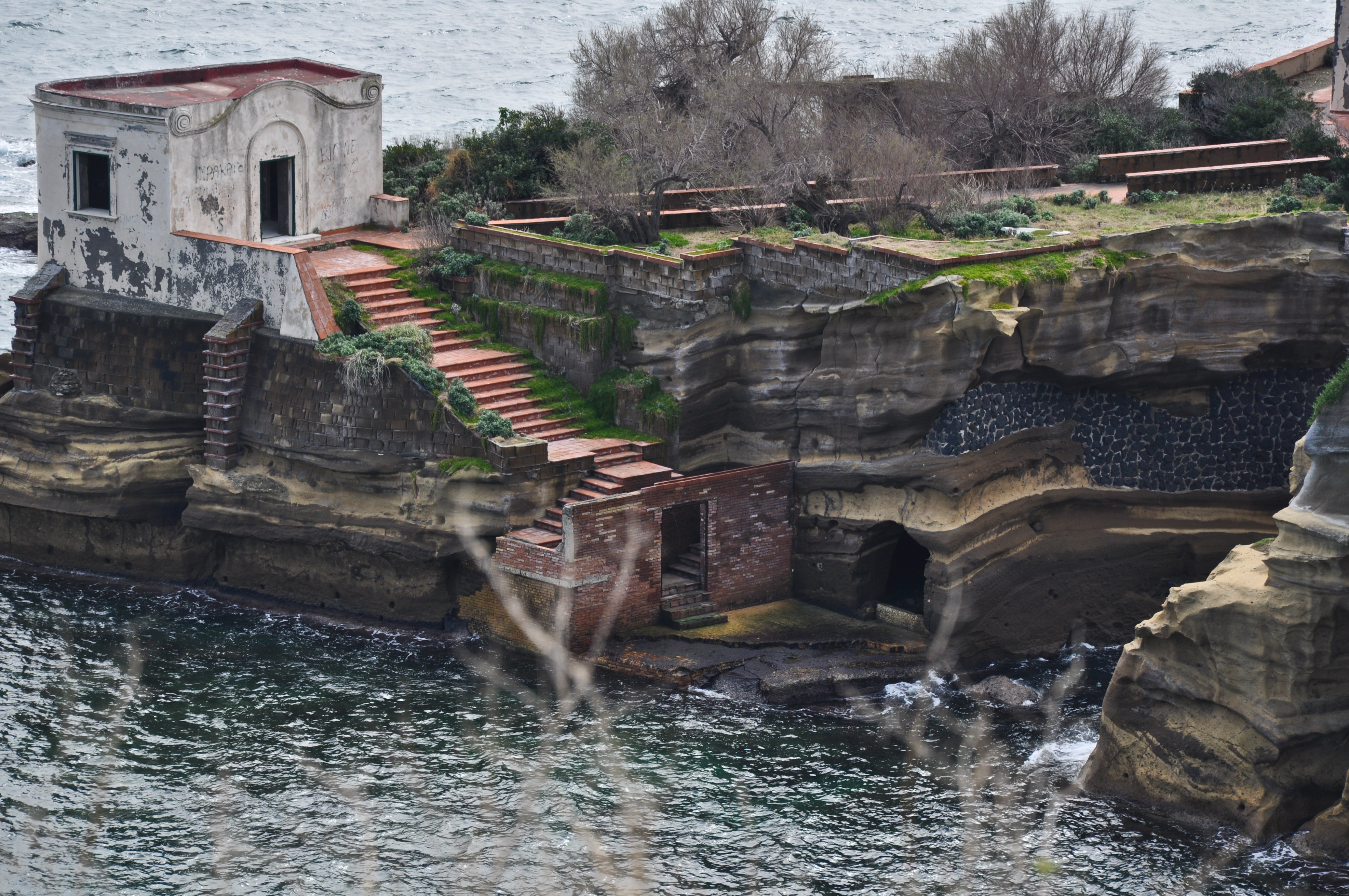
Parco archeologico del Pausilypon

L'Area Marina Protetta è visitabile mediante visite guidate con battello a visione subacquea, itinerari snorkeling e diving. Il Centro Visite è ubicato presso il CeRD, Centro Ricerca e Divulgazione scientifica del Parco, dove vengono svolte attività didattico-educative per le scuole e attività formative. Il Centro Visite del Parco è aperto al pubblico tutti i giorni tranne il Lunedì dalle 10,00 alle 16,00 (10,00-14,00 nel periodo invernale).